# 22 mars 1981
Le dimanche 22 mars 1981 est le 81e jour de l'année 1981.

## Naissances
- Aliaksandr Parkhomenka, athlète biélorusse, spécialiste du décathlon
- Arne Gabius, athlète allemand
- Axelle Tessandier, entrepreneure française
- Brendan McGill, footballeur irlandais
- Imre Szabics, footballeur hongrois
- Kiyoteru Higuchi, taekwondoïste japonais
- Lea T, mannequin brésilienne
- Maryna Dorochenko (morte le 7 septembre 2014), basketteuse ukrainienne
- Marjo Voutilainen, joueuse de hockey sur glace finlandaise
- Michał Bąkiewicz, joueur polonais de volley-ball
- Mims, rappeur américain
- Mirel Rădoi, footballeur roumain
- Tiffany Dupont, actrice américaine
- Will Ainsworth, homme politique américain

## Décès
- Alexandre Glasberg (né le 17 mars 1902), prêtre catholique d'origine juive et résistant du XXe siècle
- Edmond Evrard (né le 13 mars 1890), pasteur baptiste, Juste parmi les nations
- John S. McCain, Jr. (né le 17 janvier 1911), militaire américain
- Joseph G. Fucilla (né le 14 décembre 1897), linguiste, lexicographe et hispaniste américain

## Événements
- Toshihiko Seko porte le record du monde du 30 000 mètres à 1 h 29 min 18 s 8.